# Холодная вода
«Холо́дная во́да» (фр. L’eau froide) — художественный фильм-драма Оливье Ассаяса 1994 года. Премьера картины состоялась на Каннском кинофестивале 1994 года в рамках программы «Особый взгляд».

## Сюжет
Действие фильма происходит в 1970-е годы во Франции. Школьник Жиль и его подруга Кристин пытались украсть несколько пластинок из музыкального магазина, но Кристин была поймана охраной. После продолжительной беседы с инспектором полиции и попытки понять, что движет девушкой, её отправляют к отцу, с которым у той очень плохие отношения. Отец Кристин одержим идеей положить её в клинику, где для лечения применяется электросудорожная терапия. И он осуществляет задуманное.
Одновременно с этим Жиль также сталкивается с трудностями: учитель литературы не выдерживает поведение ученика и просит директора, чтобы тот отстранил его от занятий до конца года, что автоматически ставит под сомнение возможность получения Жилем аттестата.
Не желая находиться в том положении, в котором они пребывают, подростки сбегают от давящих на них взрослых и встречаются на загородной вечеринке. Здесь Кристин предлагает Жилю бежать на ферму художников-отшельников, чтобы жить там. Жиль соглашается и отправляется в нелёгкий путь вместе с девушкой.

## В ролях
| Актёр              | Роль         |
| ------------------ | ------------ |
| Виржини Ледуайен   | Кристин      |
| Cyprien Fouquet    | Жиль         |
| Жакки Берруайе     | отец Кристин |
| Ласло Сабо         | отец Жиля    |
| Жан-Пьер Дарруссен | инспектор    |
| Доминик Фэсс       | учитель      |

## Творческая история
Период, выбранный Оливье Ассаясом, — это период его собственной юности, о котором он расскажет в книге «Une adolescence dans l’après-Mai», впоследствии адаптированной в фильме «Что-то в воздухе». В связи с тем, что режиссёр ощущал непосредственную связь своего юношеского периода с содержанием будущего фильма, во время написания сценария он столкнулся с определёнными трудностями: после периода большого энтузиазма, когда он активно обращался к своим воспоминаниям, смущённый самодовольством, Ассаяс осознал, что будущий фильм может стать автобиографическим, чего он не желал. В конце концов режиссёр решил сохранить некоторые элементы, вдохновлённые его юностью, но прежде всего следовать своим персонажам.

## Художественные особенности
В фильме звучит музыка Боба Дилана, Леонарда Коэна, Creedence Clearwater Revival, Дженис Джоплин и Элиса Купера.

## Оценка
Фильм был принят кинокритиками преимущественно положительно. Так, по данным агрегатора Rotten Tomatoes, «Холодная вода» получила 100 % положительных отзывов на основе 14 рецензий. По данным Metacritic, средняя оценка на основе 6 рецензий составляет 90/100.